# Cistícola cantaire
La cistícola cantaire(Cisticola cantans) és una espècie d'ocell de la família dels cisticòlids (Cisticolidae) que en diverses llengües rep el nom de "cistícola cantor" (Anglès: Singing Cisticola. Francès: Cisticole chanteuse)

## Hàbitat i distribució
L'hàbitat naturals és el bosc sec subtropical o tropical i matoll sec subtropical o tropical.
Habita zones amb herba i sotabosc de l'Àfrica subsahariana, des del Senegal, Gàmbia, sud de Mali, Guinea Bissau, Guinea, Burkina Faso, Sierra Leone i Libèria, cap a l'est fins a Etiòpia i Eritrea i per l'Àfrica oriental, cap al sud, fins a l'est de Zimbàbue i nord de Moçambic.

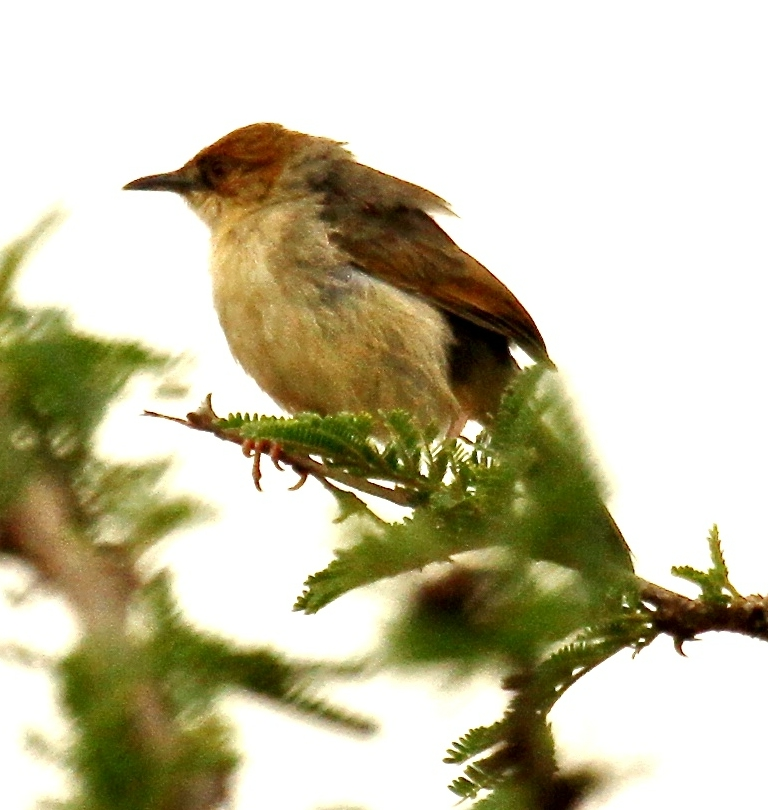
Cistícola cantaire - Parc Nacional de Nairobi